# 納雷湖
46°28′38″N 8°34′8″E / 46.47722°N 8.56889°E

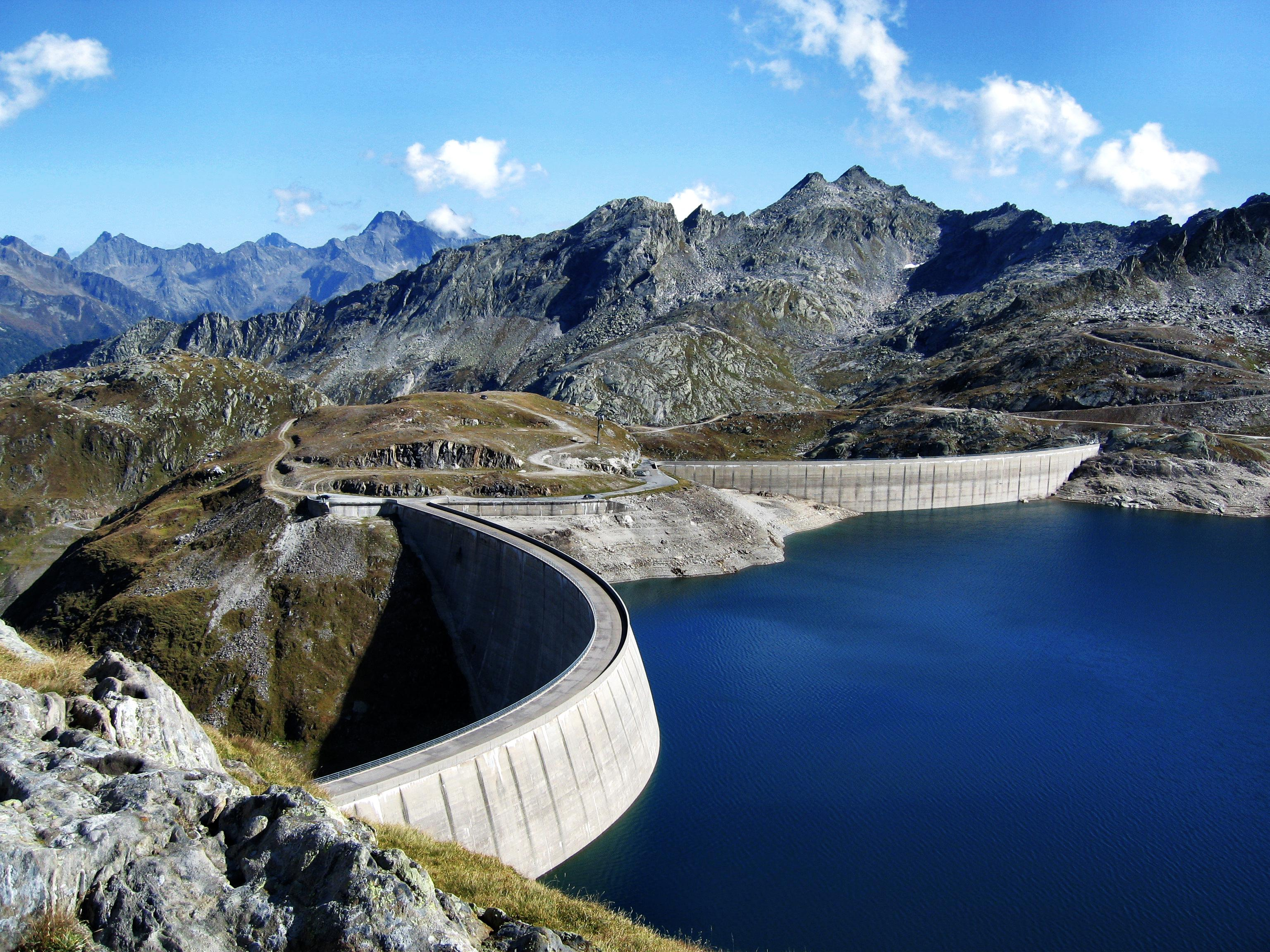

納雷湖（Lago di Naret），是瑞士的湖泊，位於該國南部，由提契諾州負責管轄，面積0.9平方公里，海拔高度2,310米，最大水深104米，水體容量3,160萬立方米，每年平均降雨量2,204毫米。